# Waldbröler Viehmarkt
Der Waldbröler Viehmarkt ist ein Tier- und Krammarkt in Waldbröl. Er wurde am 12. Januar 1852 vom Königlichen Oberpräsidium der Rheinprovinz zu Köln auf Antrag der zuständigen Behörden genehmigt. Aus der Genehmigung geht hervor, dass dieser Markt bereits vorher bestand und bis dahin zwei Mal (jährlich?) abgehalten wurde. Zukünftig durfte der Markt an jedem ersten Donnerstag von April bis November abgehalten werden.
Er wird heute von wenigen Ausnahmen abgesehen alle zwei Wochen donnerstags abgehalten. 1935 wurden hier über 20.000 Stück Vieh umgeschlagen. Heute wird kein Nutzvieh mehr gehandelt. Es findet sich aber noch Geflügel und Kaninchen im Angebot. Es wurden bis zu 15.000 Tagesbesucher gezählt.
Am 25. April 2022 wurde die 1982 errichtete Markthalle durch einen Brand zerstört.